# Helmut Josef Patt
Helmut Josef Patt (* 23. Juli 1926 in Flape bei Kirchhundem; † 11. Juni 2003 in Lippstadt) war ein römisch-katholischer Geistlicher und Leiter des Sozialinstituts Kommende Dortmund sowie Direktor der KAD.

## Leben
Patt wurde 1926 im Sauerland geboren. Nach dem Abitur in Attendorn wurde Patt in die Wehrmacht eingezogen. Bis 1946 war er in Kriegsgefangenschaft im französischen Reims. Nach seiner Rückkehr machte er zunächst eine landwirtschaftliche Lehre. 1949 nahm er ein Studium der Katholischen Theologie und der Christlichen Gesellschaftswissenschaften in Paderborn, Münster und in den USA auf. In Münster wurde Patt 1951 Mitglied der katholischen Studentenverbindung KDStV Sauerlandia Münster im CV und später wurde er noch Mitglied der KDStV Guestfalo-Silesia Paderborn im CV.
Nach seinem Studienabschluss wurde Helmut Josef Patt 1958 an der Westfälischen Wilhelms-Universität in Münster mit der Arbeit Anton Heinen als Sozialpädagoge: Versuch einer geschichtlichen und systematischen Darlegung seiner sozialen Bildungsarbeit. bei Joseph Höffner promoviert. Am 19. Dezember 1959 wurde er zum Priester geweiht und war zunächst als Vikar in Wiedenbrück und Batenhorst tätig.
1961 wurde Patt Direktor des Sozialinstituts Kommende Dortmund, dem Sozialinstitut des Erzbistums Paderborn. Im Nebenamt war Patt Bezirksdekan im Ruhrgebiet-West und betreute 400.000 Katholiken und 250 Priester. 1978 übernahm er als geschäftsführender Direktor die Katholische Akademikerarbeit Deutschlands (KAD) sowie die Leitung der Arbeitsstelle Akademikerpastoral der Deutschen Bischofskonferenz in Bonn. Patt war auch Initiator der CV-Akademie und deren erster Präsident.
Zuletzt war Patt als Subsidiar in Langeneicke tätig und dort mit diversen seelsorgerischen Aufgaben und wissenschaftlichen Arbeiten betraut. Nach seiner Pensionierung 1992 übernahm Patt als Sonderauftrag die Leitung der Erwachsenenbildung im Bistum Dresden-Meißen und den Vorsitz des Diözesan-Bildungswerkes.
Patt hatte durch seine Tätigkeiten bei dem Sozialinstitut Kommende Dortmund und beim KAD sehr großen Kontakt zur katholischen Kirche in der DDR. Den dortigen Arbeitskreis pacem in terris versorgte er unter teils abenteuerlichen Bedingungen anlässlich der Leipziger Buchmesse mit freien geistlichen Schriften, um insbesondere der Infiltration des Erziehungsministeriums von Margot Honecker entgegenzuwirken.
1970 wurde er von Kardinal-Großmeister Eugène Kardinal Tisserant zum Ritter des Ritterordens vom Heiligen Grab zu Jerusalem ernannt und am 5. Dezember 1970 im Kölner Dom durch Lorenz Kardinal Jaeger, Großprior der deutschen Statthalterei, investiert. Er war zuletzt Offizier des Ordens.